# 辯護律師 (1932年電影)
《辯護律師》（英語：Attorney for the Defense）是一部1932年的美國前法典荷里活犯罪電影，由艾文·甘寧斯執導，主演是伊芙琳·布倫特。

## 演員
- 愛門·羅（英语：Edmund Lowe） 飾 William J. Burton
- 伊芙琳·布倫特（英语：Evelyn Brent） 飾 Val Lorraine
- 康斯坦斯·卡明斯（英语：Constance Cummings） 飾 Ruth Barry
- 唐·迪拉威（英语：Don Dillaway） 飾 Paul Wallace
- 道格拉斯·海伊格（英语：Douglas Haig (actor)） 飾 小孩時的Paul Wallace
- 朵洛西·皮特森（英语：Dorothy Peterson） 飾 Mrs. Wallace
- 布拉德利·佩奇（英语：Bradley Page） 飾 Nick Quinn又名Kramer
- 納·彭德爾頓（英语：Nat Pendleton） 飾 Mugg Malone
- 德懷特·弗瑞（英语：Dwight Frye） 飾 James Wallace
- 沃利斯·克拉克（英语：Wallis Clark） 飾 地方檢察官James A. Crowell
- 克拉倫斯·穆斯（英语：Clarence Muse） 飾 Jefferson Q. Leffingwell

## 外部連結
- 互联网电影数据库（IMDb）上《Attorney for the Defense》的资料（英文）